# Clan Tchindika
Tout comme la plupart des clans constitutifs du royaume de Loango, le clan Tchindika proviendrait de l'actuel Cabinda. Il porte alors l'appellation de clan Loukola.
Ce n'est qu'à son arrivée aux environs de l'actuelle localité de Makola (localisation: 4°34'22.0"S 12°03'16.0"E) sur la route nationale 1, qu'il prend le nom de Tchindika.
Mouissou est l'ancêtre du clan. Elle donne naissance à deux filles à l'origine des deux lignées du clan: Zinga et Pemba.
Les membres du clan effectuent leur migration en compagnie d'autres clans qui prendront d'autres directions↑:
- Les clans Nkougni et Mbayi qui prendront la direction de la forêt du Mayombe
- Le clan Tchimanga qui prendra la direction de Mbota et Makaya-Makaya
- Le clan Bikoula qui s'établira à Mongo-Ntandu